# Leon Wood
Leon Wood, född 25 mars 1962 i Columbia, South Carolina, är en amerikansk idrottare som tog OS-guld i basket 1984 i Los Angeles. Detta var USA:s åttonde guld i herrbasket i olympiska sommarspelen. Han draftades 1984 i första omgången som nr 10 av Philadelphia 76ers.